# Trinidad Paniagua
General Trinidad Paniagua fue un militar mexicano que participó en la Revolución mexicana. Nació en Real del Monte, Hidalgo. Realizó estudios de ingeniería. En 1914, se incorporó al Ejército Libertador del Sur, participando en las tomas de Chilapa y Chilpancingo, en Guerrero, y en las de Zacatepec y Cuernavaca, Morelos. En 1915, el General Emiliano Zapata le encomendó la dirección de la fábrica de municiones para fusilería y artillería, instalada en las haciendas de Oacalco y Atlihuayán. En 1916, fue muerto porque venían a recoger armas y lo emboscaron a él y todo su pelotón, en el campamento de Huachinantla, Puebla.